# Maciej Mielżyński (powstaniec listopadowy)
Maciej Józef Franciszek Mielżyński herbu Nowina (ur. 15 września 1799 w Winnej Górze, zm. 5 marca 1870) – polski działacz polityczny i społeczny, ziemianin.

## Życiorys
Pochodził ze znanej wielkopolskiej rodziny ziemiańskiej, był synem Józefa i Franciszki z Niemojowskich, bratem Seweryna. Kształcił się w domu wraz z rodzeństwem pod kierunkiem prywatnego guwernera Jana Baptysty Motty’ego, następnie w szkołach w Berlinie. W młodości był więziony za udział w Związku Kosynierów, ostatecznie uniewinniony. Wziął udział w powstaniu listopadowym w oddziale jazdy poznańskiej, służył pod dowództwem Dezyderego Chłapowskiego. Przez krótki czas po upadku powstania przebywał na emigracji; po powrocie trafił na 9 miesięcy do pruskiego więzienia, otrzymał także karę wysokiej grzywny.
W kolejnych latach, biorąc przykład z Chłapowskiego, zajął się rozwojem gospodarki rolnej we własnych dobrach m.in. w Chobienicach koło Wolsztyna. Budował gorzelnie i młyny parowe, zakładał sady owocowe, wprowadził hodowlę bydła i owiec na szeroką skalę. Zmodernizował rolnictwo poprzez jego mechanizację, meliorował pola, dbał o jakość łąk. Wprowadzał, sprzyjające podnoszeniu plonów, zadrzewienia śródpolne i pasy wiatrochronne. Dzięki intensywnej pracy oraz nowym metodom rozwojowym wytwarzane dobra, takie jak wełna czy bydło, były postrzegane, jako najlepsze w całej Wielkopolsce. 
Zaangażował się także w pracę organiczną, współpracował z Karolem Marcinkowskim; był jednym z twórców Bazaru w Poznaniu, zasiadał w jego kierownictwie (w tym jako dyrektor po śmierci Marcinkowskiego w latach 1846–1850). Był – obok Antoniego Feliksa Kraszewskiego i Gustawa Potworowskiego – jednym z przywódców stronnictwa „matadorów poznańskich”, zwolenników legalnej opozycji wobec rządu. Należał do grona założycieli (wspólnie z Karolem Marcinkowskim) Towarzystwa Naukowej Pomocy, także w tej instytucji pełniąc funkcję prezesa (1846–1850), potem wiceprezesa (do końca życia). Od 1842 kierował Opieką Teatralną, za pośrednictwem której podejmował starania o powołanie polskiego teatru w Poznaniu.
Nie prowadził aktywnej działalności politycznej w okresie Wiosny Ludów i powstania 1848, ale należał do Komitetu Narodowego i uczestniczył w deputacji do króla pruskiego Fryderyka Wilhelma IV w sprawie reorganizacji Wielkiego Księstwa Poznańskiego. Odmówił przyjęcia stanowiska prezesa polskiej części księstwa. Od 1849 zasiadał w Landtagu (parlamencie pruskim), był współzałożycielem i prezesem (1856–1858) Koła Polskiego. Od 1855 dożywotni członek pruskiej Izby Panów.
W powiecie babimojskim działał w lokalnym Komitecie Wyborczym. Był pierwszym prezesem Towarzystwa św. Wincentego a Paulo - organizacji charytatywnej, dla której łożył niemało środków materialnych. 
Hrabia Maciej Mielżynski nosił specjalnie dla siebie zrobioną czapkę z daszkiem, którą z czasem wszyscy Wielkopolanie nosili, nazywając ją „Maciejówką”.
W 1862 rozdał swoje dobra w Wielkopolsce między synów i wyjechał do Królestwa Polskiego. W odziedziczonym po matce majątku Kazimierz Biskupi dokonał, z poczucia osobistego zobowiązania, uwłaszczenia chłopów, choć sam starał się w 1859 roku o przekształcenie miasta Kazimierz Biskupi w osadę wiejską. 
Opublikował wspomnienia z okresu powstania listopadowego, które po początkowej edycji w języku niemieckim z 1833 ukazały się także jako Epizod wojny 1831 roku („Dziennik Poznański”, 1897) i Wyprawa na Litwę (1908).
Z małżeństwa z Konstancją Mielżyńską miał dziewięcioro dzieci, m.in. syna Józefa. Pochowany został w rodowym mauzoleum w kościele w Woźnikach koło Grodziska Wielkopolskiego.
Był praprzodkiem dziennikarki telewizyjnej, Marii Przełomiec (ze strony matki).

## Wybrane prace
- Epizod z wojny 1831 roku opowiedziany wg broszury Macieja Mielżyńskiego, Poznań 1897.
- Wyprawa na Litwę opowiedziana według zapisków Macieja Mielżyńskiego, Kraków 1908.

## Upamiętnienie
W świątyni parafialnej w Kazimierzu Biskupim znajduje się tablica upamiętniająca jednego z jej kolatorów - Macieja Mielżyńskiego. 

## W kulturze
Jest jednym z bohaterów polskiego serialu historycznego Najdłuższa wojna nowoczesnej Europy w reżyserii Jerzego Sztwiertni. Odtwórcą jego roli był Jan Englert.